# Světáci
Světáci je český film režiséra Zdeňka Podskalského natočený v roce 1969, jde o situační komedii.

## Základní údaje
- režie: Zdeněk Podskalský
- námět a scénář: Vratislav Blažek
- kamera: František Valert
- hudba: Evžen Illín, Vlastimil Hála
- kostýmy: Irena Greifová
- střih: Zdeněk Stehlík
- zvuk: Josef Vlček
- vedoucí produkce: Josef Ouzký
- výtvarník: Boris Moravec, Stanislav Pavlík
- zpěv: Waldemar Matuška

## Děj
Jde o vtipný a rozverný příběh tří venkovských zedníků-fasádníků, kteří se jednou dostanou se svou prací do Prahy. Tito chlapi od stavebního řemesla si usmyslí, že si užijí radovánek, které jim poskytuje československé hlavní město, a proto se rozhodnou, že alespoň na jednu noc budou vystupovat jako skuteční životem protřelí světáci. Vyrazí do „lepší“ společnosti a seznámí se s trojicí lehkých dámiček (které ve filmu ztvárnila trojice kamarádek a kolegyň z Vinohradského divadla Jiřina Bohdalová - Jiřina Jirásková - Iva Janžurová). Tuto trojici dam pak doplnila jejich starší kuplířka Trčková (Jiřina Šejbalová).

## Obsazení
- Vlastimil Brodský (Gustav Prouza)
- Jiří Sovák (Antonín Skopec)
- Jan Libíček (Petrtýl)
- Jiřina Bohdalová (Božka)
- Jiřina Jirásková (Marcela)
- Iva Janžurová (Zuzana)
- Oldřich Nový (Dvorský)
- Jiřina Šejbalová (Trčková)
- Ilja Prachař (kapitán Veřejné bezpečnosti)
- Vladimír Menšík (Novák)
- Otto Šimánek (muž)
- Jaroslav Moučka (Hovorka)
- Jiří Lír (prodavač u Adama)
- Viktor Maurer (vrchní)
- Ladislav Křiváček (praporčík Veřejné bezpečnosti)
- Jaroslav Štercl (kabaretní komik)
- Settleři (sami sebe)
- Darja Hajská (Bártová)
- Josef Bek (elegán ve slamáku)
- Karel Hála (pianista)
- Helena Růžičková (návštěvnice v recepci)

## Divadelní adaptace
Divadelní společnost Háta Olgy Želenské v Branickém divadle uvedlo divadelní adaptaci této hudební komedie. Režisérem nové divadelní úpravy je Lumír Olšovský. Účinkují Mahulena Bočanová, Adéla Gondíková, Vlasta Žehrová, Olga Želenská, Monika Absolonová, Ivana Andrlová anebo Jana Zenáhlíková v rolích lehkých dam, Miriam Kantorková nebo Vlasta Peterková v roli paní Trčkové, Dalibor Gondík, Martin Zounar, Zbyšek Pantůček, Aleš Háma, Filip Tomsa, Lumír Olšovský v rolích fasádníků a Martin Sobotka, Pavel Vítek a Lukáš Pečenka v ostatních rolích. Jako zvláštní hosté účinkují v roli emeritního profesora Jan Přeučil nebo Josef Oplt. Slavnostní premiéra proběhla 5. května 2011 v Branickém divadle.
V roce 2013 uvedlo Světáky také československé Nové Divadlo v Torontu v režii Jany Fabiánové.
Roku 2023 mělo premiéru představení Světáci v Malém divadle v Liberci v režii Kateřiny Duškové. Hlavní role fasádníků ztvárnili Tomáš Váhala, Zdeněk Kupka a Martin Polách.

## Filmové hlášky
- Po úspěšném lupu oznamuje Marcela (J. Jirásková) paní Trčkové (J. Šejbalová): „Bílovice, okres Podbořany. Účetní v Jé Zet Dé. Přijel jich celý autobus. Do Karlína na Manžel Nituš.“